# Isobel di Huntingdon
Isobel di Huntingdon (Huntingdon, 1199 – 1251) è stata una nobile scozzese.
Col suo matrimonio con Robert Bruce, IV Signore di Annandale rese il clan Bruce di rango reale, favorendo un secolo più tardi l'ascesa di re Roberto I di Scozia, suo bisnipote.

## Biografia
Era figlia di Davide di Huntingdon, fratello di re Guglielmo I di Scozia, e della sua seconda moglie Matilda di Chester.
Si sposò con Robert Bruce IV attorno al 1210, in un matrimonio che al tempo non pareva avere molto valore politico. Le cose cambiarono con la morte di suo fratello Giovanni di Huntingdon senza eredi; le sue proprietà vennero allora divise fra le sorelle superstiti, e ad Isobel e al marito toccarono molte proprietà nel regno d'Inghilterra, tra cui Writtle e Hatfield Broad Oak, che sarebbero divenuti i principali feudi del clan.
Morì nel 1251, venendo sepolta nell'abbazia di Sawtry.

## Discendenza
Isobel diede a suo marito Robert tre figli:
- Robert (1210-1295), pretendente al trono di Scozia durante la Grande causa;
- Bernard (?-1268), seguace di Simone V di Montfort durante la seconda guerra dei baroni;
- Beatrice, moglie dello sceriffo Hugh de Neville.

## Ascendenza
|                      |                   |                                           | Genitori                     |  |  | Nonni |  |  | Bisnonni           |  |  | Trisnonni             |  |
|                      |                   |                                           |                              |  |  |       |  |  | Davide I di Scozia |  |  | Malcolm III di Scozia |  |
|                      |                   |                                           |                              |  |  |       |  |  | Davide I di Scozia |  |  | Malcolm III di Scozia |  |
|                      |                   | Margherita del Wessex                     |                              |  |  |       |  |  | Davide I di Scozia |  |  |                       |  |
| Enrico di Scozia     |                   |                                           |                              |  |  |       |  |  | Davide I di Scozia |  |  |                       |  |
|                      |                   | Maud di Northumbria                       | Waltheof di Northumbria      |  |  |       |  |  |                    |  |  |                       |  |
|                      |                   | Maud di Northumbria                       | Waltheof di Northumbria      |  |  |       |  |  |                    |  |  |                       |  |
|                      |                   | Maud di Northumbria                       | Giuditta di Lens             |  |  |       |  |  |                    |  |  |                       |  |
| Davide di Huntingdon |                   | Maud di Northumbria                       |                              |  |  |       |  |  |                    |  |  |                       |  |
|                      |                   | Guglielmo di Warenne, II conte di Surrey  | Guglielmo I di Warenne       |  |  |       |  |  |                    |  |  |                       |  |
|                      |                   | Guglielmo di Warenne, II conte di Surrey  | Guglielmo I di Warenne       |  |  |       |  |  |                    |  |  |                       |  |
|                      |                   | Guglielmo di Warenne, II conte di Surrey  | Gundred, contessa del Surrey |  |  |       |  |  |                    |  |  |                       |  |
| Ada de Warenne       |                   | Guglielmo di Warenne, II conte di Surrey  |                              |  |  |       |  |  |                    |  |  |                       |  |
|                      |                   | Elisabetta di Vermandois                  | Ugo I di Vermandois          |  |  |       |  |  |                    |  |  |                       |  |
|                      |                   | Elisabetta di Vermandois                  | Ugo I di Vermandois          |  |  |       |  |  |                    |  |  |                       |  |
|                      |                   | Elisabetta di Vermandois                  | Adelaide di Vermandois       |  |  |       |  |  |                    |  |  |                       |  |
| Isobel di Huntingdon |                   | Elisabetta di Vermandois                  |                              |  |  |       |  |  |                    |  |  |                       |  |
|                      | Ranulph de Gernon | Ranulph il Meschino, III conte di Chester |                              |  |  |       |  |  |                    |  |  |                       |  |
|                      | Ranulph de Gernon | Ranulph il Meschino, III conte di Chester |                              |  |  |       |  |  |                    |  |  |                       |  |
|                      | Ranulph de Gernon | Lucia di Bolingbroke                      |                              |  |  |       |  |  |                    |  |  |                       |  |
| Ugo di Kevelioc      | Ranulph de Gernon |                                           |                              |  |  |       |  |  |                    |  |  |                       |  |
|                      |                   | Maud di Gloucester                        | Robert di Gloucester         |  |  |       |  |  |                    |  |  |                       |  |
|                      |                   | Maud di Gloucester                        | Robert di Gloucester         |  |  |       |  |  |                    |  |  |                       |  |
|                      |                   | Maud di Gloucester                        | Mabel Fitzhamon              |  |  |       |  |  |                    |  |  |                       |  |
| Matilda di Chester   |                   | Maud di Gloucester                        |                              |  |  |       |  |  |                    |  |  |                       |  |
|                      |                   | Simone III di Montfort                    | Amaury III di Montfort       |  |  |       |  |  |                    |  |  |                       |  |
|                      |                   | Simone III di Montfort                    | Amaury III di Montfort       |  |  |       |  |  |                    |  |  |                       |  |
|                      |                   | Simone III di Montfort                    | Agnese di Garlande           |  |  |       |  |  |                    |  |  |                       |  |
| Bertrada di Montfort |                   | Simone III di Montfort                    |                              |  |  |       |  |  |                    |  |  |                       |  |
|                      |                   | Matilde                                   | …                            |  |  |       |  |  |                    |  |  |                       |  |
|                      |                   | Matilde                                   | …                            |  |  |       |  |  |                    |  |  |                       |  |
|                      |                   | Matilde                                   | …                            |  |  |       |  |  |                    |  |  |                       |  |
|                      |                   | Matilde                                   |                              |  |  |       |  |  |                    |  |  |                       |  |